# Tordo-dourado
O tordo-dourado (Zoothera dauma) é um membro da família dos tordos Turdidae.

## Distribuição e habitat
Reproduz-se na taiga de coníferas úmida, principalmente no Himalaia através da Malásia.

## Descrição

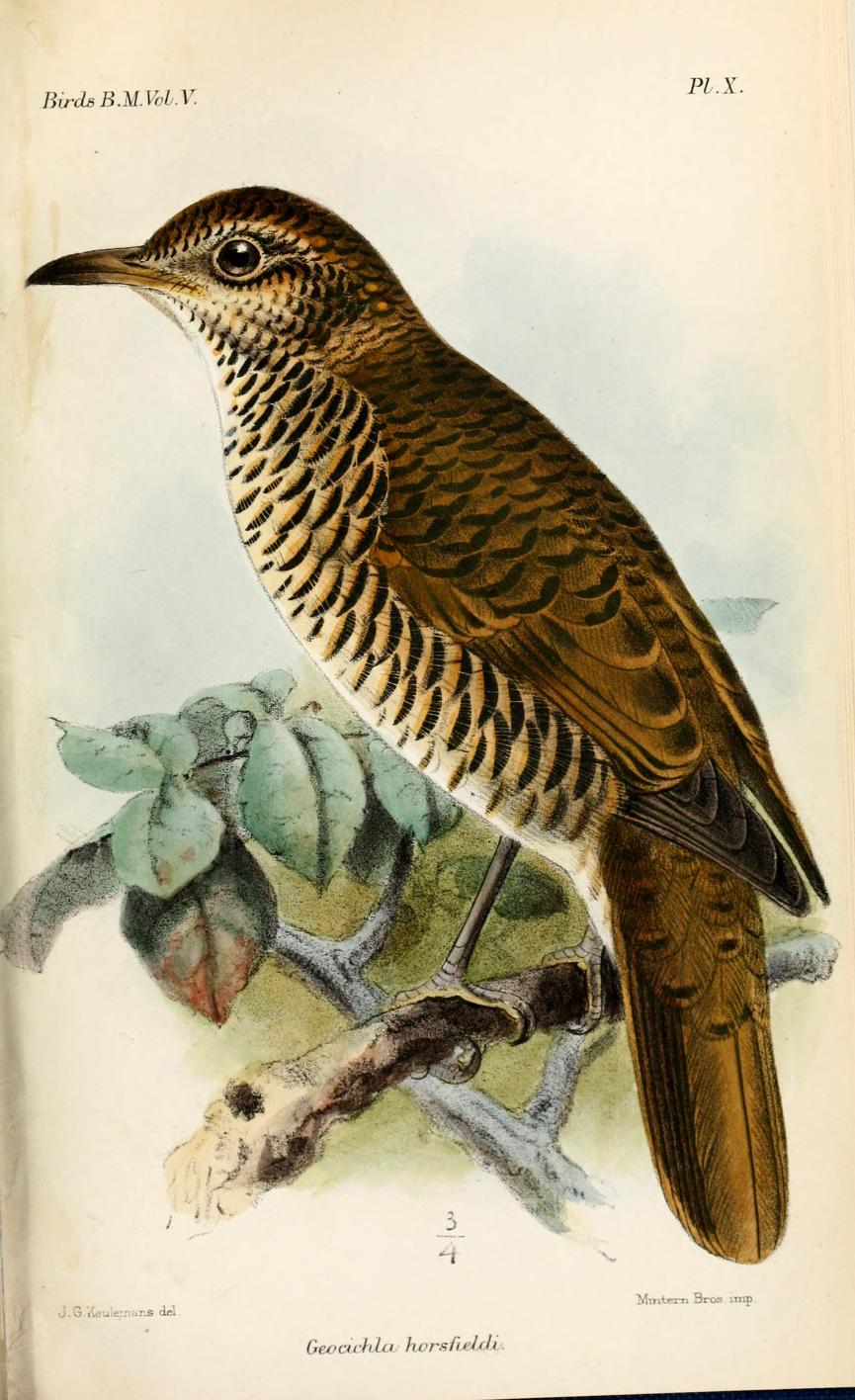
Subespécie Z. d. horsfieldi, tordo de Horsfield; ilustração de Keulemans, 1881.

Os sexos são semelhantes, 27–31 cm de comprimento, com escamas pretas sobre fundo branco ou amarelado. A característica de identificação mais marcante em voo é a faixa preta nas asas inferiores brancas, uma característica compartilhada com o tordo siberiano. O macho tem uma música que é um assobio mecânico alto e distante, com pausas de 5 a 10 segundos entre cada frase longa de um segundo twee...tuuu....tuuu....tuuu.

## Taxonomia
Existem várias raças que agora são frequentemente divididas em um número variável de espécies separadas. Z. aurea (tordo de White), incluindo a questionável subespécie Z. a. toratugumi, é a forma migratória siberiana e do nordeste asiático. Z. neilgherriensis (Nilgiri tordo) é residente nas colinas do sudoeste da Índia. Z. imbricata (tordo do Sri Lanka) é endêmico das colinas do Sri Lanka e é particularmente distinto, sendo menor, de bico longo e ruivo abaixo. Z. d. dauma (tordo escamoso) se reproduz no Himalaia e migra para o sopé das montanhas no inverno. Z. d. horsfieldi (tordo de Horsfield) é residente na Indonésia nas ilhas de Sumatra, Java, Bali, Lombok e Sumbawa . Z. major (Amami tordo) é restrito às Ilhas Amami no Japão e agora é considerado uma espécie distinta.
A taxonomia desse grupo ainda está em evolução. Algumas dessas subespécies são muito semelhantes e a identidade de algumas populações, como as de Taiwan, é incerta.
O sabiá-de-peito-fulvo (Z. machiki) da Indonésia e o sabiá-de-bassian (Z. lunulata) e o sabiá-de-cauda-avermelhada (Z. heinei) da Austrália também foram incluídos em Z. dauma no passado.

## Comportamento
O tordo escamoso é muito reservado, preferindo uma cobertura densa. Nidifica nas árvores, pondo três ou quatro ovos verde-claros em um ninho organizado. É onívoro, comendo uma grande variedade de insetos, minhocas e bagas.